# A Year Without Rain
A Year Without Rain é o segundo álbum de estúdio da banda estadunidense Selena Gomez & the Scene, cujo lançamento ocorreu em 17 de setembro de 2010 através da Hollywood Records. A banda mais uma vez trabalhou com os compositores e produtores de seu álbum de estreia, Kiss & Tell, a exemplo da dupla da Rock Mafia, assim como Fefe Dobson, Toby Gad e SuperSpy. Ainda há contribuições de Kevin Rudolf, Katy Perry, Jonas Jeberg, RedOne, dentre outros. Devido ao grande sucesso de "Naturally", segundo single de Kiss & Tell, o álbum possui base no dance-pop, ao contrário do pop rock presente no disco anterior. O electropop foi outra forte influência dentro do álbum, que contém também elementos dos gêneros eurodance e dancehall. De acordo com Gomez, a maioria das canções do álbum são dedicadas aos fãs, enquanto ela queria inserir ao mesmo mais melodias e letras que falassem de superação. A temática lírica é, em geral, sobre a liberdade, o amor e a alegria de viver o momento. O título do disco foi escolhido a partir da canção homônima, pois havia sido a primeira a ser gravada para este, e porque queria basear todas as faixas no tema mencionado.
A Year Without Rain foi recebido predominantemente com comentários positivos por parte dos críticos de música, que notaram uma evolução em comparação com o disco anterior da agrupação. Em termos comerciais, teve um desempenho satisfatório. Estreou na quarta posição da tabela estadunidense Billboard 200, com mais de 66 000 cópias vendidas em sua primeira semana. Além do mais, alcançou as dez primeiras colocações nas listas de vendas na Argentina, Canadá, República Checa, Espanha e Portugal. Segundo o sistema de informação Nielsen SoundScan, o álbum comercializou cerca de 955 000 cópias nos Estados Unidos até julho de 2013. A Recording Industry Association of America (RIAA) o certificou com um disco de ouro. Mundialmente, conquistou mais quatro discos de ouro; platina na Polônia; e prata no Reino Unido.
Como parte da promoção de A Year Without Rain foram lançados dois singles oficiais e dois promocionais, os quais obtiveram um desempenho moderado. O primeiro deles, "Round & Round", foi liberado em 22 de junho de 2010, estreando na posição vinte e quatro do gráfico Billboard Hot 100 dos Estados Unidos. O segundo, "A Year Without Rain", foi emitido no dia 7 de setembro de 2010 e estreou na 35.ª posição do Hot 100 estadunidense. Ambos tiveram uma boa recepção crítica por parte dos especialistas. A canção "Live Like There's no Tomorrow" (tema do filme Ramona and Beezus (2010), no qual Gomez fez parte do elenco), junto com "Un Año Sin Lluvia" (versão em espanhol de "A Year Without Rain") foram selecionados como singles promocionais do disco, em 13 de julho e em 26 de outubro, respectivamente.

## Desenvolvimento e produção
Em entrevista à MTV News em fevereiro de 2010, quando se referiam aos projetos futuros, Selena Gomez, a vocalista da banda, disse o seguinte:
| “ | É um pouco diferente - um som antigo - e isso é muito adorável, como o som de reggae. | ” |

Gomez também disse que não assumiria a responsabilidade de compor músicas para o álbum, pois se sentiria pressionada. Ela também falou sobre os produtores do álbum, expressando interesse em trabalhar com os produtores da música Naturally, e com os compositores e produtores Antonina Armato e Tim James, além de Dr. Luke. Ela apontou as principais metas da gravadora assim como suas próprias metas para sentir-se bem consigo mesma, e disse que seus fãs poderiam fazer isso também.Ela afirmou: "Todas essas músicas são sobre coisas pelas quais eu passei, e é por isso que eu as coloquei todas juntas."
Mais tarde, em entrevista ao Digital Spy, ela deu algumas dicas sobre o álbum, dizendo que em vez de lançar mais um single do álbum Kiss & Tell, estava preparando um novo álbum, que seria completamente diferente, e disse ainda que estava ansiosa.
Ela disse também que o título do álbum foi escolhido a partir do momento em que a canção que dá nome a ele foi gravada, isso porque A Year Without Rain foi a primeira canção gravada em estúdio para o álbum. Ela explicou melhor ao afirmar: "Quero dizer que antes mesmo de enumerar as faixas, eu busquei ter certeza de que poderia imaginar os fãs ouvindo elas em seus carros ou em seus iPod's, e como eu gostaria que eles ouvissem o álbum". Ela também afirmou que a maioria das canções do álbum foram inspiradas nos fãs que eram totalmente dedicados a banda, e afirmou: "Eu gostaria de poder dar isso a eles, porque eles significam muito para mim". Definindo o álbum como "Um álbum de bem-estar", ela disse que ele tinha uma vibe de dance e techno. A vocalista também disse que queria algo com mais "sentido e melodia, com letras muito mais poderosas". Quanto a inclinação do álbum para o techno, ela disse que isso tinha sido inspirado no grande hit de Kiss & Tell, Naturally. Ela explicou: "Havia um sentimento quando eu ia executar a música que eu amo, então, quando eu estava de volta ao estúdio, eu tinha uma melhor compreensão de onde eu queria estar musicalmente".
Em julho de 2010, Gomez confirmou que uma faixa inédita co-escrita por Katy Perry tinha sido dada a ela, e ainda disse que Perry também havia contribuído com vocais de fundo. Ela também confirmou as canções "A Year Without Rain" e "Intuition". No dia 17 de agosto de 2010, ela divulgou a lista de faixas do álbum. Na época, ela não confirmou nenhuma colaboração ou participação especial de qualquer artista, apesar dos boatos de Katy Perry seria creditada por ter co-escrito "Rock God" e de que Miley Cyrus faria um dueto com ela em "Off the Chain". Também foi relatado que um dueto com Demi Lovato intitulado "The Beginning of the Road" estaria na lista de músicas, mas esta não foi confirmada, o que acabou provando que as colaborações citadas eram todas falsas. Poucos dias depois, Lovato confirmou que não havia colaborado com Gomez para o álbum, porém, não descartou uma possível colaboração da mesma em seu próximo álbum, com influência no R&B contemporâneo.

## Singles
O primeiro single do álbum, "Round & Round", co-escrito e produzido por Kevin Rudolf, Bolooki André, Jeff Halavacs, foi lançado em 22 de junho de 2010. Fefe Dobson e André Bolooki também recebem créditos na composição. A canção recebeu críticas geralmente positivas dos críticos. Estreou na posição vinte e quarto da Billboard Hot 100 e também apareceu na Pop Songs e Hot Dance Club Play, além de algumas paradas internacionais. O videoclipe da música, filmado em Budapeste, Hungria, mostra Gomez e sua banda como espiões em uma missão secreta.
O segundo single, "A Year Without Rain", escrito por Lindy Robbins e Toby Gad e produzido por Gad, foi lançado em 7 de setembro de 2010. Ele estreou na posição trinta e cinco nos Estados Unidos e na trinta e sete no Canadá.
O terceiro single, "Un Año Sin Lluvia", é uma versão em espanhol de "A Year Without Rain". Foi lançado em países com a língua espanhola, sendo single da edição deluxe do álbum. Basicamente, conta com o mesmo videoclipe de "A Year Without Rain", porém com algumas alterações na estrutura em que Selena canta.

## Estrutura musical e letra
O álbum traz principalmente o dance-pop e o electropop, com incorporação do eurodance, reggaeton, dancehall, disco, e R&B. A voz de Gomez é modificada por auto-tune em algumas músicas, para ficar mais robótica nas faixas mais eletrônicas. Nas letras das músicas, há conteúdo de amor, liberdade e a alegria de viver o momento. A primeira faixa do álbum é a música "Round & Round", uma canção otimista, enquanto "Summer's Not Hot" tem um refrão eurodance, cortesia de RedOne. "Spotlight" parece ter dancehall e de acordo com Mikael Wood da Billboard, a música não é uma característica hook. A faixa-título, "A Year Without Rain" é uma balada dance que também é disco, descrita pro alguns críticos como emo. O rap Eric Bellinger faz uma participação em "Intuition", enquanto Katy Perry faz vocal de apoio em "Rock God", e também tem créditos na letra. "Ghost of You" é uma balada sobre um rompimento de relacionamento, influênciada pelo pop e o R&B. E a última faixa, "Live Like There's No Tomorrow" tem sido chamada de balada pop.

## Recepção da crítica
| Críticas profissionais | Críticas profissionais |
| Avaliações da crítica  | Avaliações da crítica  |
| Fonte                  | Avaliação              |
| ---------------------- | ---------------------- |
| About.com              | [ 10 ]                 |
| Allmusic               | [ 11 ]                 |
| Billboard              | 77/100                 |
| The Washington Post    | (mista)                |

Em uma resenha escrita para o Washington Post, Allison Stewart disse, "mesmo em seus piores momentos, 'Rain' é uma melhoria significativa em relação ao álbum de estreia de Gomez, "Kiss and Tell", embora seja o mais artificial dos discos de synth-pop. Gomez faz o melhor disso, mas passa a maior parte do álbum tentando se esconder em uma montanha de efeitos vocais tão destruidores, que é impossível dizer se 'Rain' desperdiça seus talentos ou os exagera"; ela recomendou as faixas "Rock God" e "Round & Round". Na Billboard, Mikael Wood também considerou o álbum "uma enorme melhoria em relação à esquecível estréia de 2009" da banda, e concluiu que "'A Year Without Rain' é tão ensolarado quanto havia sido anunciado".
No Allmusic, Tim Sendra deu ao álbum três estrelas e meia, em um máximo de cinco, comentando, "ele mistura um teen pop superficial com refrões viciantes, excelente produção e o vocal doce, mas ainda assim poderoso, de Selena" e que é "menos divertido e mais sério [do que Kiss and Tell]". Sendra concluiu dizendo que é "um bom álbum pop", mas "a decisão de lançar um disco que se parece com tantos outros de 2010 é ruim".

## Vendas
Nos Estados Unidos, o álbum estreou com 66 mil cópias vendidas, debutando na quarta posição na Billboard 200. Na segunda semana, vendeu 38 mil cópias no país, caindo para a décima posição na parada. No dia 13 de outubro de 2010, permaneceu na décima posição, apesar de ter vendido menos - 27 mil cópias. No total, o álbum vendeu cerca de 131 mil cópias em três semanas nos Estados Unidos.

## Alinhamento de faixas
| Edição padrão  |                                        |                                                                    |                         |         |  |
| N.º            | Título                                 | Compositor(es)                                                     | Produtor(es)            | Duração |  |
| 1.             | "Round & Round"                        | Kevin Rudolf Andrew Bolooki Fefe Dobson Jeff Halavacs Jacob Kasher | Rudolf Bolooki Halatrax | 3:08    |  |
| 2.             | "A Year Without Rain"                  | Toby Gad Lindy Robbins                                             | Gad                     | 3:55    |  |
| 3.             | "Rock God"                             | Katy Perry Victoria Jane Horn Priese Prince Lamont Board           | Rock Mafia              | 3:08    |  |
| 4.             | "Off The Chain"                        | Tim James Antonina Armato Devrin Karaoglu                          | Rock Mafia              | 4:03    |  |
| 5.             | "Summer's Not Hot"                     | Armato James Nadir Khayat                                          | RedOne                  | 3:05    |  |
| 6.             | "Intuition (featuring Eric Bellinger)" | Gad Robbins Eric Bellinger                                         | Gad                     | 2:59    |  |
| 7.             | "Spotlight"                            | Adam Anders Peer Astrom Nicole Ann Hassman Shelly Peiken           | Astrom                  | 3:31    |  |
| 8.             | "Ghost Of You"                         | Shelly Peiken                                                      | Peiken                  | 3:23    |  |
| 9.             | "Sick Of You"                          | Matt Squire                                                        | Squire                  | 3:23    |  |
| 10.            | "Live Like There's no Tomorrow"        | Isaac Haason Mher Filian                                           | Haason,Filian           | 4:07    |  |
| Duração total: | Duração total:                         | Duração total:                                                     | Duração total:          | 34:43   |  |

| Edição deluxe  |                                                                 |                                       |                         |         |  |
| N.º            | Título                                                          | Compositor(es)                        | Produtor(es)            | Duração |  |
| 11.            | "Round & Round (Dave Aude Radio Remix)"                         | Rudolf Bolooki Dobson Halavacs Kasher | Rudolf Bolooki Halatrax | 3:33    |  |
| 12.            | "A Year Without Rain (EK's Future Classic Remix - Radio Edit)"  | Gad Robbins                           | Gad                     | 4:05    |  |
| 13.            | "Un Año Sin Lluvia (versão em espanhol de A Year Without Rain)" | Gad Robbins                           | Gad                     | 3:30    |  |
| Duração total: | Duração total:                                                  | Duração total:                        | Duração total:          | 45:53   |  |

| Edição deluxe de DVD |                                                   |         |  |
| N.º                  | Título                                            | Duração |  |
| 1.                   | "Girl Meets World"                                |         |  |
| 2.                   | "Girl on Film" (bastidores da sessão fotográfica) |         |  |
| 3.                   | "A Year Without Rain Video Shoot" (gravações)     |         |  |
| 4.                   | "Round & Round" (vídeo musical)                   | 3:26    |  |
| 5.                   | "Naturally" (vídeo musical)                       | 3:07    |  |

| Edição Internacional |                                        |                                       |                         |         |  |
| N.º                  | Título                                 | Compositor(es)                        | Produtor(es)            | Duração |  |
| 1.                   | "Round & Round"                        | Rudolf Bolooki Dobson Halavacs Kasher | Rudolf Bolooki Halatrax | 3:08    |  |
| 2.                   | "A Year Without Rain"                  | Gad Robbins                           | Gad                     | 3:55    |  |
| 3.                   | "Naturally"                            | Armato James Karaoglu                 |                         | 3:23    |  |
| 4.                   | "Rock God"                             | Perry Horn Board                      | Rock Mafia              | 3:08    |  |
| 5.                   | "Off The Chain"                        | James Armato Karaoglu                 | Rock Mafia              | 4:03    |  |
| 6.                   | "Summer's Not Hot"                     | Armato James Khayat                   | RedOne                  | 3:05    |  |
| 7.                   | "Intuition (featuring Eric Bellinger)" | Gad Robbins Bellinger                 | Gad                     | 2:59    |  |
| 8.                   | "Spotlight"                            | Anders Astrom Hassman Peiken          | Astrom                  | 3:31    |  |
| 9.                   | "Ghost Of You"                         | Shelly Peiken                         | Peiken                  | 3:23    |  |
| 10.                  | "Sick Of You"                          | Matt Squire                           | Squire                  | 3:23    |  |
| 11.                  | "Live Like There's No Tomorrow"        | Haason Filian                         | Haason Filian           | 4:07    |  |
| Duração total:       | Duração total:                         | Duração total:                        | Duração total:          | 37:66   |  |

## Charts e Certificações
| Paradas (2010-2011)             | Melhor posição |
| ------------------------------- | -------------- |
| Australian Albums Chart         | 46             |
| Austrian Albums Chart           | 19             |
| Belgium Albums Chart (Flanders) | 11             |
| Belgium Albums Chart (Wallonia) | 21             |
| Top 20 Semanal ABPD             | 13             |
| Canadian Albums Chart           | 6              |
| Czech Albums Chart              | 9              |
| European Top 100 Albums         | 14             |
| Hungarian Albums Chart<         | 23             |
| Irish Albums Chart              | 40             |
| Italian Albums Chart            | 28             |
| Mexican Albums Chart            | 17             |
| New Zealand Albums Chart        | 24             |
| Polish Albums Chart             | 11             |
| Spanish Albums Chart            | 7              |
| Swiss Albums Chart              | 37             |
| UK Albums Chart                 | 14             |
| US Billboard 200                | 4              |
| World Albums Chart              | 8              |

| Tabela (2010)        | Melhor posição |
| -------------------- | -------------- |
| US Billboard 200     | 31             |
| Mexican Albums Chart | 49             |
| Spanish Albums Chart | 31             |
| Polish Albums Chart  | 31             |
| Swiss Albums Chart   | 82             |
| World Albums Chart   | 40             |

| País           | Fornecedor   | Certificação               | Vendas   |
| -------------- | ------------ | -------------------------- | -------- |
| Argentina      | CAPIF        | Ouro                       | 20,000+  |
| Brasil         | ABPD         | Platina                    | 40,000+  |
| Canadá         | Music Canada | Ouro                       | 40,000+  |
| Chile          | IFPI Chile   | Platina[carece de fontes?] | 40,000   |
| Polónia        | ZPAV         | Platina                    | 30,000+  |
| Estados Unidos | RIAA         | Ouro                       | 830,000+ |
| Reino Unido    | BPI          | Prata                      | 60,000+  |

## Créditos
O álbum atribui os seguintes créditos:
| - Selena Gomez- Vocais, voz de fundo - Chris Anderson- Engenheiro de som, misturador de som - Antonina Armato- Produtor, composição - Adam Comstock- Engenheiro de som - Dorian Crozier- Bateria, assistente de engenheiro de som - Fefe Dobson- Voz de fundo - John Fields- Baixo, guitarra, bateria, teclado, programador, produtor, engenheiro de som, misturador - Mher Filian- Teclado, programador - Josh Freese- Bateria - Toby Gad- Programador, misturador de som, programador, instrumentista - Paul David Hager- Misturador de som - Steve Hammons- Engenheiro de som - Isaac Hasson- Baixo, guitarra, teclado, programador - Jeri Heiden- Director de arte - Sean Hurley- Baixo - Greg Johnston- Guitarra - Devrim Karaoglu- Produtor | - Char Licera- Voz de fundo - Jon Lind- A&R - Jimmy Messer- Guitarra - Clif Norrell- Misturador de som - Paul Palmer- Misturador de som - Shelly Peiken- Produtor vocal - Tim Pierce- Guitarra - Lindy Robbins- Voz de fundo - Gina Schock- Voz de fundo - David Snow- Director criativo - Nick Steinhardt- Design - Luke Tozour- Engenheiro de som - Trey Vittetoe- Produtor, Engenheiro de som, instrumentista - Robert Vosgien- Maestro - Cindy Warden- A&R - Rob Wells- Programador, produtor, engenheiro de som, produtor vocal, instrumentista - Matthew Wilder- Produtor, engenheiro de som, misturador de som, instrumentista - Ghian Wright- Engenheiro de bateria |

## Histórico de lançamento
| País           | Data                   | Formato              | Editora discográfica |
| -------------- | ---------------------- | -------------------- | -------------------- |
| Estados Unidos | 21 de setembro de 2010 | CD, download digital | Hollywood Records    |
| Canadá         | 21 de setembro de 2010 | CD, download digital | Hollywood Records    |
| México         | 24 de outubro de 2010  | CD, download digital | Universal Music      |
| Brasil         | 15 de outubro de 2010  | CD, download digital | Universal Music      |